# 菅えりこ
菅 えりこ（すが えりこ、1959年5月13日 - ）は、日本の元タレント。元女優。本名・菅原 恵理子。別名義・菅 えり子。
東京都出身。山脇学園短期大学卒業。ヒラタオフィスに所属していた。

## 来歴・人物
公称サイズ（1981年当時）は、身長163cm、B83cm、W58cm、H86cm。
きょうだいは弟が一人いる。
山脇学園中学校・高等学校から短大まで山脇学園に通うが、短大卒業後にタレントの道を選ぶ。1982年の紹介記事では芸能界を選んだ理由について「先が見えるような人生が嫌だから」と答えている。
短大在学中には、ニッポン放送のラジオ番組『ザ・パンチ・パンチ・パンチ』で半年間パーソナリティーを務めている。
数本のテレビドラマに端役で出演するが、自分には女優は向いていないと感じるようになり、1982年の情報バラエティ番組『久米宏のTVスクランブル』のアシスタントを務めるなどタレントとして活動する。
得意なスポーツはスキー（2級）、バドミントン（1980年当時で）。
ジョギングクイズ（東京12チャンネル）では、ジョギングパンツスタイルでレギュラー出演していた。その前、最初は水着で出演していたことがあり、自身の胸のアップから番組が始まったこともあったという。
歌唱力については「すごい音痴」と話していたことがある。小学生のころから近視で、『TVスクランブル』では眼鏡をかけて出演していた。

## 出演

### テレビドラマ
- 太陽にほえろ! 第417話「ボスの誕生日」（1980年、NTV）

### その他のテレビ番組
- ジョギングクイズ（1980年、12ch）
- おはようスポーツ（ANB） - アシスタント兼レポーター[4]
- 久米宏のTVスクランブル（1982年、NTV） - アシスタント[1]

### ラジオ
- ザ・パンチ・パンチ・パンチ（ニッポン放送） - 5代目パーソナリティ

### CM
- 黄桜[4]